# 候斯敦县 (佐治亚州)
候斯敦县（英語：Houston County，Houston讀作house-ton）是美国喬治亞州中部的一個縣。面積984平方公里。根據美國2000年人口普查，共有人口110,765人。縣治佩里（Perry）。該縣成立於1821年5月15日。縣名紀念喬治亞州州長約翰·休斯頓。